# Cry Baby (album Melanie Martinez)
Cry Baby è il primo album in studio della cantante statunitense Melanie Martinez, pubblicato il 14 agosto 2015 dalla Atlantic.

## Antefatti e produzione
Martinez iniziò a registrare il suo album di debutto subito dopo essere stata eliminata da The Voice. Aveva completato un album acustico intorno al 2013 ed era pronto per essere pubblicato, ma dopo la cantante cambiò idea. In seguito, finì di registrare la sua canzone Dollhouse e cambiò genere dopo aver scoperto quanto le piacesse questo nuovo sound. Scartò le tracce del precedente album e iniziò a lavorare sulla nuova musica. Nel maggio 2014, Melanie pubblicò un EP dal titolo Dollhouse, e annunciò quell'estate che sperava di pubblicare il suo album verso ottobre. A tale mese, Melanie pubblicò il video di Carousel e posticipò la data di uscita del suo album, dichiarando che avrebbe sperato di pubblicarlo in primavera. Quella primavera, il gruppo musicale Kinetics & One Love annunciò che tutte le parti vocali per l'album di Martinez erano terminate, e quest'ultima annunciò ufficialmente il titolo dell'album, Cry Baby. L'interprete iniziò a pubblicare in anteprima alcuni titoli delle tracce del disco. Il primo singolo fu Pity Party e fu confermato il 27 maggio 2015, un videoclip a supporto fu reso disponibile accidentalmente dalla stessa Melanie due giorni dopo, ma in seguito twittò di essere felice ed entusiasta per i fan che l'avessero visto, promettendo che ci sarebbe stato "altro in arrivo" durante la sua live streaming il 1º giugno del medesimo anno, giorno in cui è uscito ufficialmente il video musicale del brano. Nell'occasione, Melanie annunciò che la pubblicazione dell'album sarebbe avvenuta nel mese di agosto 2015. Il secondo singolo, Soap, fu confermato a fine giugno del medesimo anno e fu annunciato poco prima della sua uscita il 10 luglio. Esso finì online un giorno prima. Il video musicale uscì lo stesso giorno.
Il 17 luglio fu rivelata ufficialmente la copertina dell'album, mentre il 24 dello stesso mese l'elenco delle tracce con il preordine. A partire dal 27 luglio, Melanie pubblicò uno snippet di ogni canzone (escludendo quelle dell'edizione deluxe) tramite il proprio profilo Instagram. Il 28 luglio, Melanie pubblicò l'anteprima di Sippy Cup, annunciando che sarebbe stato pubblicato il 31 luglio 2015. Un giorno prima Spin mostrò in anteprima il video, e il singolo fu messo in commercio il giorno successivo.

## Concetto dell'album
L'album, che è presentato come un concept album, si concentra sulla storia di una bambina di nome Cry Baby, da cui appunto deriva il nome dell'album. Si tratta di una versione fantasy di Martinez quando era una bambina, e una rappresentazione del suo lato vulnerabile e problematico. Melanie ha descritto Cry Baby come "una bambina che vive esperienze da adulto". La cantante sostiene che molte delle cose che sono successe a Cry Baby sono simili a quelle successe nella sua vita, tranne la parte in cui Cry Baby viene rapita e uccide il suo rapitore.
Nell'album, Cry Baby non viene mai ricambiata per l'amore che prova verso gli altri bambini di cui lei è innamorata, fra i quali l'ipocrita Johnny, protagonista della ballata alternativa Training Wheels e di Soap, il quale non si presenta alla festa di compleanno organizzata dalla bambina, come il resto degli invitati, nel primo singolo Pity Party. Alla fine della storia, Cry Baby capisce, dopo tutto quello che ha passato, di non dover essere nessun altro per piacere agli altri, capisce che lei è bella così come è realmente.
Ogni canzone dell'album ha un titolo legato all'infanzia e contiene metafore legate ad essa, mentre i messaggi più profondi che vengono trasmessi all'ascoltatore riguardano temi e problemi per adulti. Il libro di racconti, allegato al preordine dell'album, contiene rime e illustrazioni basate sull'album, scritto dalla stessa interprete.
Il videoclip per la traccia omonima è ispirato al film del 1988 Alice.

## Promozione
Sono stati estratti tre singoli, di cui i primi due hanno preceduto l'uscita dell'album: il primo, Pity Party, pubblicato il 2 giugno 2015, e il secondo singolo Soap, pubblicato il 10 luglio 2015. Il terzo ed ultimo singolo dell'album, Sippy Cup, è stato reso disponibile il 31 luglio 2015.
Ad aprile 2020 la traccia bonus della versione deluxe, Play Date, è diventata virale su TikTok, tanto da essere aggiunta in varie playlist di Spotify.

## Accoglienza
| Recensione           | Giudizio |
| -------------------- | -------- |
| ABC News             |          |
| AllMusic             |          |
| Spin                 | 8/10     |
| Under the Gun Review | 9,5/10   |

Cry Baby ha ricevuto recensioni generalmente positive dalla maggior parte dei critici musicali. Allan Raible di ABC News ha assegnato all'album 4,5 stelle su 5, descrivendolo come «un disco coinvolgente che ti rimarrà impresso dopo giorni dall'ascolto. È un disco pop raro e accattivante, un trionfo artistico». Matt Collars di AllMusic ha messo a confronto Melanie con Björk e Beyoncé e ha affermato che «le sue canzoni si adattano bene anche al lavoro di contemporanei come Lorde e Lana Del Rey». Emma Guido di Under the Gun Review ha dato all'album un 9,5 su 10, definendo l'album «un viaggio con l'inquietante alter ego di Martinez mentre combatte i suoi demoni e le sue ossessioni», definendo i suoi metodi di scrittura «espressivi, passionali e meravigliosamente creativi».
Spin lo ha eletto uno dei 25 migliori album del 2015.

## Tracce
1. Cry Baby – 3:59
2. Dollhouse – 3:52
3. Sippy Cup – 3:15
4. Carousel – 3:50
5. Alphabet Boy – 4:13
6. Soap – 3:28 (Melanie Martinez, Emily Warren, Kyle Shearer)
7. Training Wheels – 3:25 (Melanie Martinez, Scott Hoffman)
8. Pity Party – 3:23 (Melanie Martinez, Christopher J. Baran, Kara DioGuardi, Herb Wiener, Seymour Gottlieb, John Gluck, Wally Gold)
9. Tag, You're It – 3:09 (Melanie Martinez, Rick "SmarterChild" Markowitz, Scott Harris)
10. Milk and Cookies – 3:26 (Mellanie Martinez, Jeremy "Kinetics" Dussolliet, Rick "SmarterChild" Markowitz)
11. Pacify Her – 3:40 (Melanie Martinez, Michael "Keenan" Leary, Chloe Angelides)
12. Mrs. Potato Head – 3:37
13. Mad Hatter – 3:21 (Melanie Martinez, Jeremy "Kinetics" Dussolliet, Bryan Fryzel, Aaron Kleinstub)

Tracce bonus nell'edizione deluxe digitale
1. Play Date – 2:59 (Melanie Martinez, Jennifer Decilveo)
2. Teddy Bear – 4:05 (Melanie Martinez, Phoebe Ryan, Felix Snow)
3. Cake – 3:19 (Melanie Martinez, CJ Baran)

## Formazione
Musicisti
- Melanie Martinez – voce
- Babydaddy – tastiera e pianoforte (7)
- Frequency & Aalias – tastiera e programmazione (traccia 14)

Produzione
- Tim "One Love" Sommers – produzione (tracce 1-5 e 12), ingegneria del suono (tracce 1-5 e 12), missaggio (tracce 2 e 9)
- Kinetics – missaggio (tracce 2 e 9)
- Kyle Shearer – produzione (traccia 6)
- Babydaddy – produzione e missaggio (traccia 7)
- JL Brown – ingegneria del suono aggiuntiva (traccia 7)
- CJ Baran – produzione e ingegneria del suono (traccia 8)
- Manny Marroquin – missaggio (traccia 8)
- Chris Galland – assistenza al missaggio (traccia 8)
- Ike Schultz – assistenza al missaggio (traccia 8)
- SmarterChild – produzione (tracce 9 e 10), ingegneria del suono (traccia 9)
- Mike Miller – produzione aggiuntiva e missaggio (traccia 9)
- Michael Keenan – produzione aggiuntiva (traccia 10), produzione e ingegneria del suono (traccia 11)
- Frequency & Aalias – produzione (traccia 14)
- Frequency – registrazione (traccia 14)
- Mitch McCarthy – missaggio (tracce 1, 3-7, 9-13)
- Chris Gehringer – mastering

## Successo commerciale
Cry Baby ha debuttato alla 6ª posizione della Billboard 200 con 40 000 unità equivalenti vendute nella sua prima settimana d'uscita.

## Classifiche

### Classifiche settimanali
| Classifica (2015-24) | Posizione massima |
| -------------------- | ----------------- |
| Australia            | 27                |
| Belgio (Fiandre)     | 77                |
| Belgio (Vallonia)    | 149               |
| Canada               | 10                |
| Estonia              | 36                |
| Finlandia            | 26                |
| Irlanda              | 35                |
| Italia               | 18                |
| Lituania             | 31                |
| Messico              | 7                 |
| Nuova Zelanda        | 21                |
| Paesi Bassi          | 65                |
| Polonia              | 36                |
| Portogallo           | 23                |
| Regno Unito          | 32                |
| Spagna               | 6                 |
| Stati Uniti          | 6                 |

### Classifiche di fine anno
| Classifica (2016) | Posizione |
| ----------------- | --------- |
| Stati Uniti       | 44        |
| Classifica (2017) | Posizione |
| Stati Uniti       | 87        |
| Classifica (2022) | Posizione |
| Lituania          | 90        |
| Classifica (2024) | Posizione |
| Portogallo        | 181       |